# Zoológico de Kuwait
El Zoológico de Kuwait es un jardín zoológico ubicado en Farwaniya, en el país asiático de Kuwait.

## Daños
El zoológico sufrió grandes daños durante la invasión iraquí de 1990. Sin embargo, la mayoría de los trabajos de reparación se han terminado, y el zoológico fue abierto de nuevo después de que la modificaciones y renovaciones se completaron. Una parte de estas reformas a principios de 1993 incluyeron la adición de nuevos animales. 

## Secciones
El zoológico tiene alrededor de 180.000 metros cuadrados de superficie. Se divide en cuatro secciones principales:
- Sección de Animales.
- Centro Cultural y Ciencias de la Vida.
- Sección de Servicios y Mantenimiento.
- Clínica veterinaria